# 릭키 켈먼
릭키 켈먼(Ricky Kelman, 1950년 7월 6일 ~ )은 미국의 배우, 텔레비전 배우이다.
로스앤젤레스에서 태어났다.

## 영화
- 폴로우 미, 보이즈! (1966년)
- 보난자 (1959년)
- 딜론 보안관 (1955년)
- 피터라 불리는 사나이 (1955년)